# Сангари
Сангари́ (англ. Sangaree) — вид коктейля. В его состав обычно входят крепкие спиртные напитки. Разбавляется пивом или содовой водой. Посыпается мускатным орехом. Может быть как холодным, так и горячим.
Предполагается, что название коктейля происходит от испанского слова «кровь», как у испанского слабоалкогольного напитка сангрии. Известно, что изначально коктейль сангари делали с вином. Однако, несмотря на испанскую идею, родина этой смеси — Америка XIX века.
Существуют различные виды сангари, например, «Бренди Сангари» в котором смешиваются коньяк и ликёр и разбавляются охлаждённым сухим белым вином, или «Водка Сангари», где водка смешивается с мёдом и разбавляется охлаждённым пивом. Интересным примером следует также отметить коктейль «Московская Сангари», в составе которого смешиваются водка, ликёр из чёрной смородины, медовый сироп, лимонный сок, красное вино, апельсиновая горечь, а также черносливы и гвоздики.
Также существует пряный холодный чай «Сангари», где вместо крепкого спиртного напитка основой для чая служит содовая вода.

## Упоминание в литературе
Сангари часто упоминается в литературе, примером может служить рассказ «Бими» Редьярда Киплинга:

«Бертран подливал ему сангари, пока Бими не стал пьяный и
глупый и тогда…

— Фу! (фр.)

Ганс умолк, попыхивая сигарой.

— И тогда? — сказал я.

— И тогда Бертран убивал его голыми руками, а я пошел погулять по берегу.»
Другой пример — двадцать шестая глава повести «С Земли на Луну прямым путём за 97 часов 20 минут» Жюля Верна:

«Продавцы наперебой предлагали всевозможные напитки.

— Мятное прохладительное! Кому мятной прохлады? — кричал один оглушительным голосом.

— Сангари на бордосском вине! — пронзительно пищал другой.

— Джин-смерч, джин-смерч! — ревел третий.

— Коктейль! Бренди-наповал! — голосил четвертый.

— Кому угодно настоящего мятного прохладительного по последней моде?»